# Trichotosia poculata
Trichotosia poculata är en orkidéart som först beskrevs av Henry Nicholas Ridley, och fick sitt nu gällande namn av Friedrich Fritz Wilhelm Ludwig Kraenzlin. Trichotosia poculata ingår i släktet Trichotosia och familjen orkidéer. Inga underarter finns listade i Catalogue of Life.